# Ceronema banksiae
Ceronema banksiae är en insektsart som beskrevs av William Miles Maskell 1895. Ceronema banksiae ingår i släktet Ceronema och familjen skålsköldlöss. Inga underarter finns listade i Catalogue of Life.